# Ас-Сура-аль-Кабіра
Ас-Сура-аль-Кабіра (англ. al-Surah al-Kabirah, араб. الصورة الكبيرة) — поселення в Сирії, що складає невеличку друзьку общину в нохії Ас-Сура-ас-Сахіра, яка входить до складу мінтаки Шагба в південній сирійській мухафазі Ас-Сувейда.